# Dark Horse (chanson de Katy Perry)
Cet article concerne la chanson de Katy Perry. Pour la chanson de George Harrison, voir Dark Horse.
Pour les articles homonymes, voir Dark Horse.
 (31 juillet 2019).
Singles de Katy Perry
Unconditionally
(2013) Birthday
(2014)
Pistes de Prism
Unconditionally This Is How We Do
Dark Horse est le troisième single de l'album Prism de Katy Perry. Il a été dévoilé le 17 septembre 2013 à l'origine comme single promotionnel.
Pour ce titre, la chanteuse est accompagnée du rappeur Juicy J. Ce sont les fans de Katy Perry qui ont choisi Dark Horse pour être le second titre dévoilé de l'album. Mais lorsque les radios commencent à jouer la chanson à la place de Unconditionally en novembre 2013 et avec la popularité grandissante de la chanson à la radio, la compagnie de disque décide de le commercialiser comme troisième single officiel de l'album en décembre 2013. L'artiste a interprété ce nouveau titre lors de l'iHeartRadio Music Festival le 21 septembre 2013, en même temps que Roar et d'autres de ses anciennes chansons.
La chanson a atteint la première dans 4 pays et a de plus été certifié disque de diamant par la RIAA.
Le 9 juin 2015, le clip atteint le milliard de vues sur YouTube, Katy Perry devenant la première artiste féminine à atteindre ce cap symbolique. A date du 1er août 2024, le clip comptabilise plus de 3,76 milliards de vues sur YouTube.

## Clip vidéo
Le clip vidéo a été dévoilé le 20 février 2014. Katy Perry campe Katy Pätra en référence à la reine d'Égypte Cléopâtre. Dans le clip, plusieurs séquences font références aux Illuminati. Un extrait de 30 secondes a été mis en ligne en avant-première sur la chaîne Vevo de Katy Perry le 13 février 2014.
Le clip a suscité la polémique à cause d’un collier portant le nom d’Allah réduit en cendre. Jugé blasphématoire par les musulmans, ce passage a été modifié à la suite d'une pétition.

## Condamnation pour plagiat
En juillet 2019, Katy Perry et son label (Capitol Records) ont été condamnés à verser 2,7 millions de dollars à Marcus Gray. Le litige provenant du rythme de la chanson qui serait similaire à la chanson Joyful Noise sortie en 2009. Ce verdict survient après plusieurs jours de procès à Los Angeles au cours duquel Katy Perry et ses producteurs ont affirmé n'avoir jamais entendu le morceau de rap de Marcus Gray. Lors de l'audience d'appel, la juge Christina Snyder a déclaré que le plagiat n'était pas "une combinaison de notes particulièrement unique ou rare" et a infirmé la décision du juge précédent.

## Classements hebdomadaires
| Classement (2013-2014)                  | Meilleure position |
| --------------------------------------- | ------------------ |
| Allemagne (Media Control AG)            | 6                  |
| Australie (ARIA)                        | 5                  |
| Autriche (Ö3 Austria Top 40)            | 6                  |
| Belgique (Flandre Ultratop 50 Singles)  | 1                  |
| Belgique (Wallonie Ultratop 50 Singles) | 3                  |
| Canada (Hot 100)                        | 6                  |
| Danemark (Tracklisten)                  | 6                  |
| Écosse (OCC)                            | 17                 |
| Espagne (PROMUSICAE)                    | 19                 |
| États-Unis (Hot 100)                    | 1                  |
| France (SNEP)                           | 6                  |
| Irlande (IRMA)                          | 43                 |
| Italie (FIMI)                           | 17                 |
| Nouvelle-Zélande (RMNZ)                 | 2                  |
| Pays-Bas (Nederlandse Top 40)           | 1                  |
| Royaume-Uni (UK Singles Chart)          | 21                 |
| Suède (Sverigetopplistan)               | 2                  |
| Suisse (Schweizer Hitparade)            | 4                  |

### Certifications
| Pays             | Certification | Ventes certifiées |
| ---------------- | ------------- | ----------------- |
| Allemagne        | Or            | 150 000           |
| Australie        | 8 × Platine   | 560 000           |
| Belgique         | Or            | 15 000            |
| Canada           | 3 × Platine   | 240 000           |
| Danemark         | Platine       | 30 000            |
| États-Unis       | Diamant       | 10 000 000        |
| Italie           | Platine       | 30 000            |
| Mexique          | Platine+ Or   | 90 000            |
| Nouvelle-Zélande | 2 × Platine   | 30 000            |
| Royaume-Uni      | Platine       | 600 000           |
| Suède            | 3 × Platine   | 120 000           |

## Historique de sortie
| Région     | Date              | Format                   | Label     |
| ---------- | ----------------- | ------------------------ | --------- |
| Monde      | 17 septembre 2013 | Téléchargement numérique | Capitol   |
| États-Unis | 17 décembre 2013  | Diffusion radio          | Capitol   |
| Italie     | 14 février 2014   | Diffusion radio          | Universal |
| Allemagne  | 28 février 2014   | CD single                | Capitol   |
| États-Unis | 11 mars 2014      | Diffusion radio          | Capitol   |